# Castello Visconteo (Pavia)
Il castello Visconteo fu costruito nel 1360 su ordine di Galeazzo II Visconti, che vi trasferì la sua corte; successivamente l'edificio fu sede della corte del figlio di Galeazzo II, Gian Galeazzo, il quale a sua volta lo cedette al proprio figlio Filippo Maria, che vi risiedette fino al 1413. I Visconti vollero realizzare intorno al castello un grandioso parco di caccia, il parco Visconteo, che si estendeva originariamente per una dozzina di chilometri, fino alla Certosa di Pavia, e che fu teatro, nel 1525, della battaglia di Pavia. Gran parte della superficie un tempo occupata dal parco ora è suolo agricolo oppure terreno edificato, tuttavia si sono mantenute tre aree naturalistiche che possono a pieno titolo essere considerate eredi della grande riserva di caccia dei signori di Milano: il parco della Vernavola, la garzaia della Carola e quella di Porta Chiossa.

## Storia
La costruzione di una "cittadella" fortificata a ovest del nuovo edificio, sull'area limitrofa alla basilica di San Pietro in Ciel d'Oro, permise di sviluppare gli aspetti residenziali anziché quelli militari: in effetti, più che una fortezza, il Castello di Pavia fu soprattutto la splendida sede di una corte raffinata, come è ancora possibile intuire dalle grandi bifore esterne, dall'aereo loggiato del cortile e dagli affreschi delle sale interne, elementi che rispecchiano il gusto del gotico internazionale. Nella seconda metà del XIV e nel XV secolo il maniero fu un importante centro di produzione artistica. Di particolare bellezza il decoro con imprese viscontee sul cielo stellato della "Sala Azzurra", le figure del Cristo morto e dei Santi nell'originaria cappella a piano terreno, i motivi a tappezzeria e le immagini muliebri su sfondo di rose.

### Galeazzo II Visconti erige il castello
Galeazzo II conquistò Pavia nel 1359 dopo un lungo assedio; appena presa la città il signore decise, forse per dissapori con il fratello Bernabò, di spostare la sua corte da Milano a Pavia, antica capitale del regno Longobardo prima e poi del regno Italico fino al 1024, riallacciando simbolicamente il suo potere a quello delle antiche monarchie.
Nel 1360, dopo aver fatto demolire le abitazioni, il monastero di Santa Maria alle Pertiche, gli ospedali della Carità e di Sant'Antonio, il monastero del Gesù e le chiese di Santa Maria dei Carmelitani e di San Gallo (la chiesa di Santa Maria del Carmine fu poi fatta ricostruire in un altro punto della città da Galeazzo II nel 1374, mentre quella di San Gallo venne riedificata da Gian Galeazzo nel 1395) che si trovavano nell’area prescelta per il castello
, prese via il cantiere. I lavori, forse coordinati da Bernardo da Venezia, che a Pavia progettò anche la chiesa del Carmine, procedettero in modo spedito, anche perché Galeazzo II impose ai suoi sudditi di inviare lavoratori e maestranze, a titolo d’esempio la comunità di Novara dovette mandare muratori, mentre i piacentini furono costretti a scavare il fossato. In soli cinque anni l’edificio fu ultimato, anche se già nel 1363 i lavori erano a buon punto, perché in quella data Galeazzo II poté ospitarvi il re di Cipro Pietro I di Lusignano
, tanto che nel 1366 il Visconti scrisse ai Gonzaga chiedendogli l’invio di pittori per affrescare il castello. Il complesso, pur mantenendo le forme del castello, era in realtà un sontuoso palazzo, ricco di sale, come quelle del lato nord (purtroppo distrutte dai francesi nel 1527) affrescate da Pisanello con animali “fatti d’oro”, mentre altre sale, oltre a ospitare il signore e la sua corte, erano destinate alla cappella, alla biblioteca e all’armeria, tanto che nel Quattrocento, Pier Candido Decembrio, umanista e segretario di Filippo Maria Visconti, definì il castello di Pavia: «dimora che non ha eguali in Italia». Lodi alla struttura furono inoltre scritte da Petrarca.

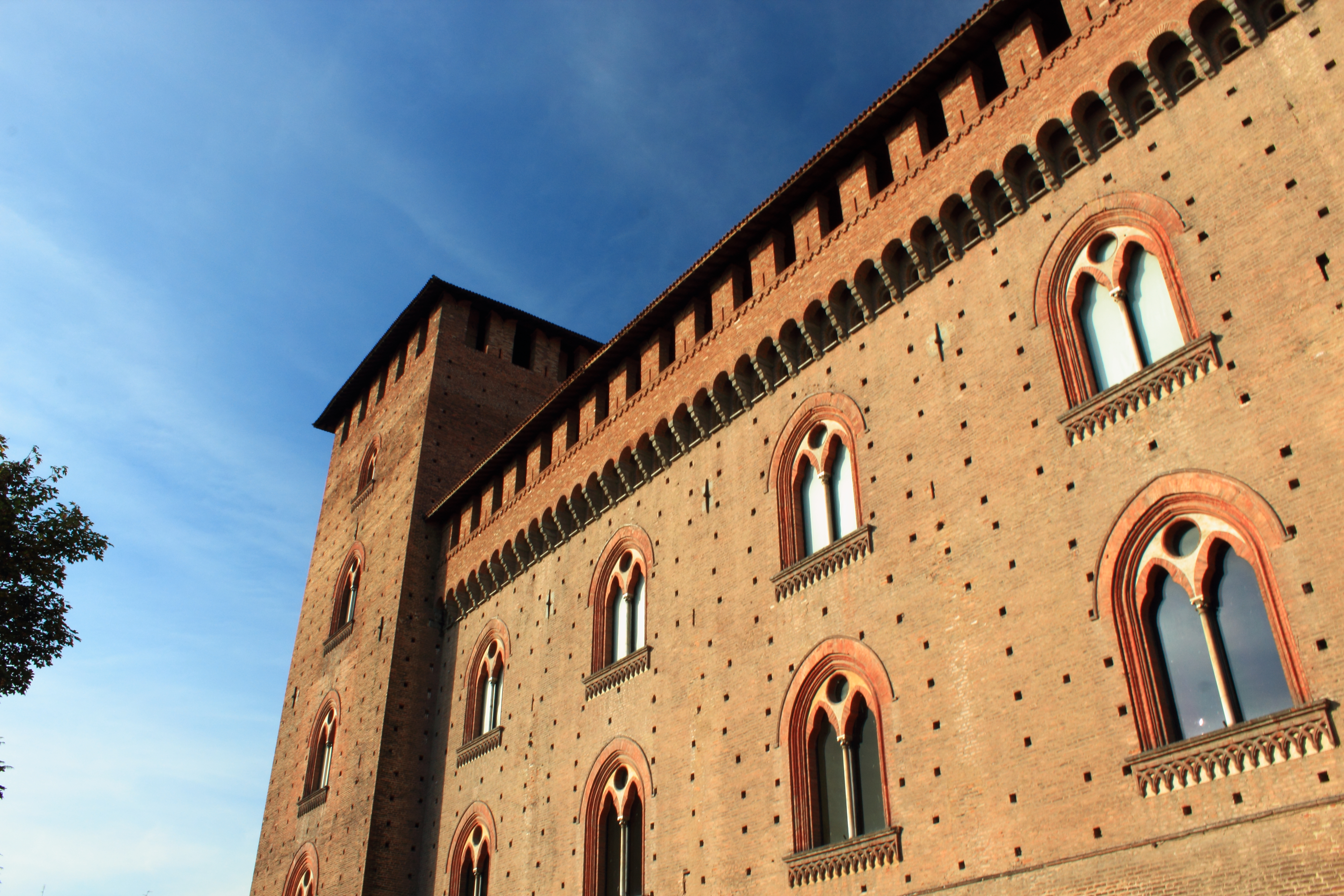
La facciata.
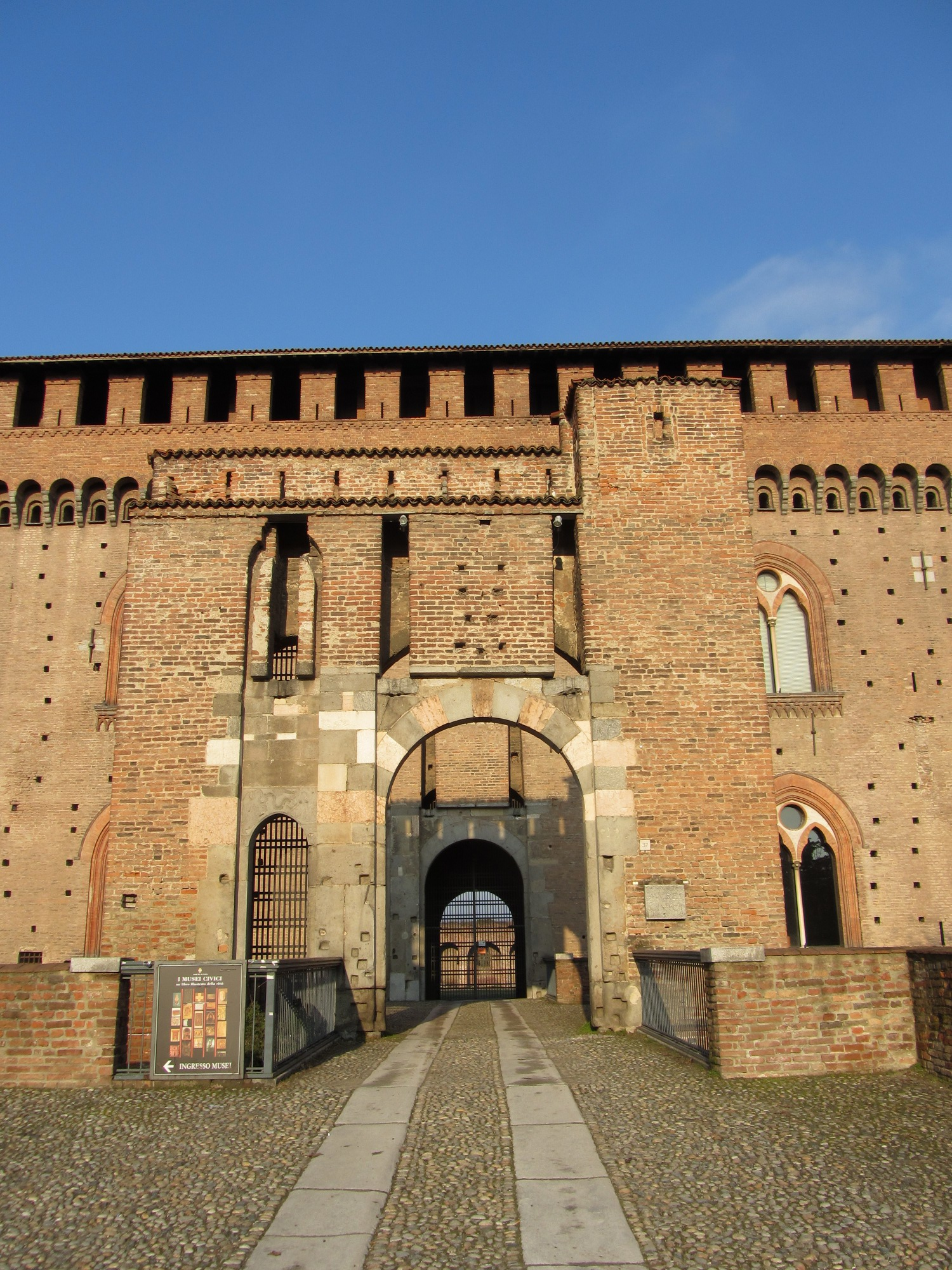
Il rivellino sud.
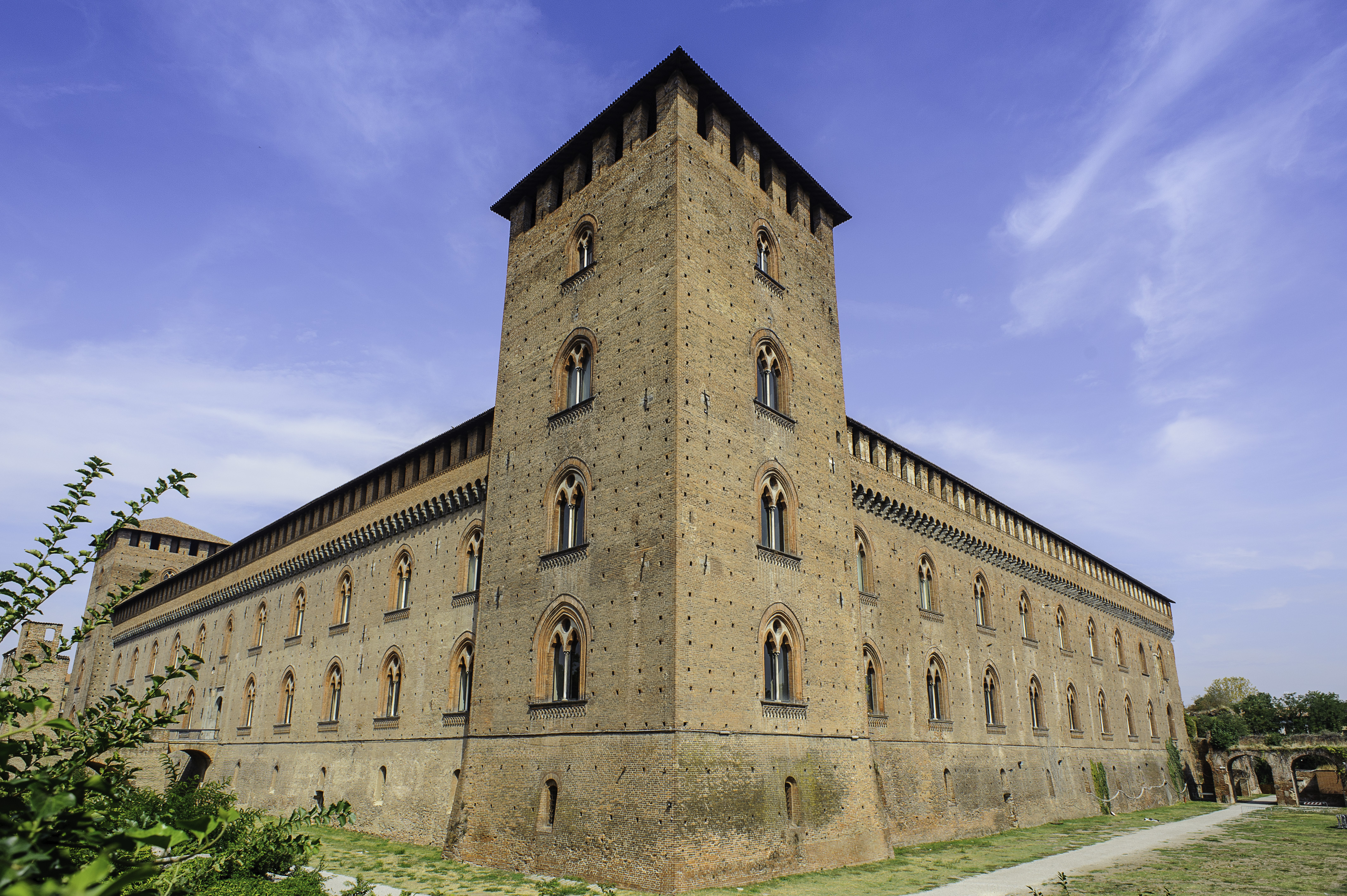
Veduta laterale del castello.
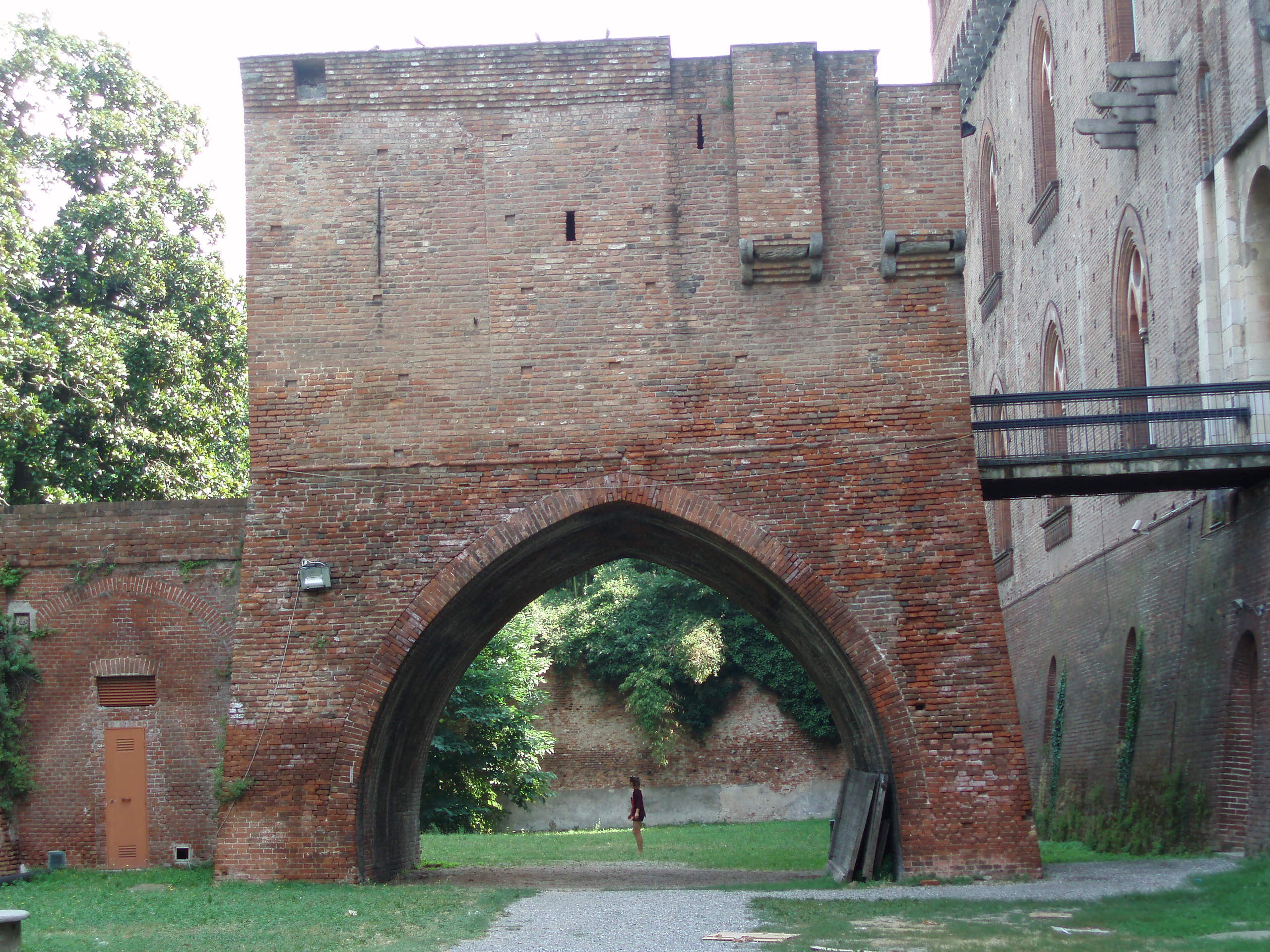
Il rivellino ovest.

### Il parco
A nord del castello si apriva il grande parco Visconteo, iniziato da Galeazzo II e terminato dal figlio Gian Galeazzo, una vasta area, circondata da mura e torri, che inglobò non solo l’antica strada romana che collegava Pavia a Milano, ma anche un tratto della Vernavola e destinato alle cacce del signore. All’interno del parco, che con Gian Galeazzo raggiunse l’estensione di 22 km², si trovava il castello di Mirabello, sede del capitano del parco, boschi (soprattutto di querce, olmi e castagni) aree agricole ed era popolato da una ricchissima fauna, che ancora in età sforzesca contava più di 5 000 tra caprioli, daini e cervi, e alcuni orsi. Un apposito serraglio conteneva rare specie esotiche, con esemplari a volte unici in Europa, quali struzzi, ghepardi e leopardi, bertucce e cercopitechi, pappagalli, leoni, e una capra nubiana, immortalati nel celebre Taccuino dei disegni di Giovannino de' Grassi, primo esempio di dettagliata raffigurazione naturalistica di specie esotiche dell'arte europea.
A completamento del complesso, nel 1396, Gian Galeazzo fondò, nell’estremità settentrionale del parco, la Certosa, che, nelle intenzioni del primo duca di Milano, doveva divenire il pantheon della dinastia e dove fu sepolto.
Nel Cinquecento, con la caduta della dinastia sforzesca e l’arrivo dei francesi prima e degli spagnoli poi, il parco, all’interno del quale fu combattuta la famosa battaglia del 1525, venne progressivamente abbandonato ed eroso, tanto che solo piccola parte dell’originario manto boschivo si conserva nell’attuale parco della Vernavola. Il castello era inoltre collegato a Milano da un canale navigabile, l’attuale Navigliaccio, fatto scavare da Galeazzo II a partire dal 1359.

### La corte viscontea e sforzesca
Il castello fu sede della corte di Galeazzo II, di Gian Galeazzo e, fino al 1413, di Filippo Maria. Nella cappella del castello furono celebrate le nozze dinastiche che costellarono la politica matrimoniale viscontea: nel 1368 Violante Visconti sposò il figlio di re Edoardo III d'Inghilterra, Lionello di Clarence (nell'occasione il castello ospitò anche Geoffrey Chaucer, allora al seguito del principe inglese),  nel 1377 Violante celebrò qui il suo secondo matrimonio con Ottone III di Monferrato, nel 1380 Gian Galeazzo si sposò con Caterina Visconti, mentre nel 1399 furono celebrate le nozze tra Lucia Visconti e Federico IV di Turingia. L'importanza del castello era tale che, nel 1400, Gian Galeazzo volle ospitare qui l'imperatore d'Oriente Manuele II Paleologo
, che donò a Gian Galeazzo due delle tre spine della corona di Cristo ora conservate nel duomo di Pavia.
Dopo il 1413, la corte ducale tornò a Milano, ma molto spesso i signori di Milano tornarono a Pavia per le cacce, per ricevere ambasciatori e ospiti di rango e nel castello pavese rimasero la biblioteca ducale (dove era conservato l'Astrario di Giovanni Dondi e che fu visitata da Geoffrey Chaucer nel 1378), l'archivio, la raccolta di reliquie (nel 1499 trasferita nel duomo di Pavia) e l’armeria. Nel 1449 nacque nel castello Filippo Maria Sforza, figlio secondogenito di Francesco Sforza e Bianca Maria Visconti. In questi anni, sotto la tutela di molti precettori e cortigiani, risiedettero nel castello tutti gli otto figli di Francesco Sforza e Bianca Maria Visconti, compresi Galeazzo Maria Sforza e Ludovico il Moro, che vi rimase fino al 1464. Con Galeazzo Maria Sforza, divenuto duca di Milano nel 1466, il castello di Pavia divenne la residenza principale del signore e la sede della sua corte, tanto che Galeazzo Maria, desideroso di rimarcare una continuità con i suoi avi Galeazzo II e Gian Galeazzo Visconti, soggiornò più spesso e più a lungo nel castello pavese rispetto a quello di Milano. Nel 1469 Galeazzo Maria, in coincidenza con il suo matrimonio con Bona di Savoia, promosse importanti interventi sull'apparato decorativo del castello, incaricando il Bonifacio Bembo sia di rinfrescare le pitture di alcune sale, sia di eseguire nuovi affreschi di gusto cortese. Nel 1474, Galeazzo Maria Sforza fece risistemare la cappella ducale del castello. Nelle intenzioni del duca, nella piccola chiesa dovevano essere esposte tutte le reliquie di proprietà dei duchi di Milano. Il soffitto fu affrescato di blu e decorato con stelle dorate, sull’altare fu posta una grande ancona lignea dorate, mentre lungo le pareti della cappella si snodavano grandi armadiature, ugualmente rivestite d’oro, che contenevano scaffali e cassetti per le reliquie. Le ante di questi grandi porta reliquie erano decorate da 200 tavolette che raffiguravano, su fondo oro, immagini di Santi. Tali pitture furono eseguite da una squadra di pittori guidata da Bonifacio Bembo e Vincenzo Foppa.
Il 17 gennaio 1491, nella cappella ducale del castello, Ludovico il Moro sposò Beatrice d'Este, figlia di Ercole I d'Este, duca di Ferrara. Nello stesso anno Ludovico il Moro fece trasferire nel castello pavese Gian Galeazzo Maria Sforza e la moglie Isabella d'Aragona, che qui vissero fino al 1495, anno della sospetta morte di Gian Galeazzo Maria, e dove crearono una corte brillante. L'ampio parco e il giardino del castello, che erano dati in affitto, furono poi donati da Ludovico alla moglie Beatrice d'Este, la quale fruì fino alla morte delle rendite.
All'interno della torre di sud-ovest del castello era conservata la grande biblioteca privata dei duchi di Milano, che, nel 1499, raccoglieva oltre 1.000 codici miniati e che, secondo Vespasiano da Bisticci, scrittore e umanista al servizio di Federico da Montefeltro, era, allora, la terza biblioteca più importante del continente europeo. Dopo la caduta di Ludovico il Moro, nel 1500 la biblioteca fu trasportata in Francia da Luigi XII; nella Biblioteca nazionale di Francia si conservano ancora circa 400 di quei volumi, mentre altri finirono in biblioteche italiane, europee e negli Stati Uniti.

### Il castello dopo la caduta degli Sforza

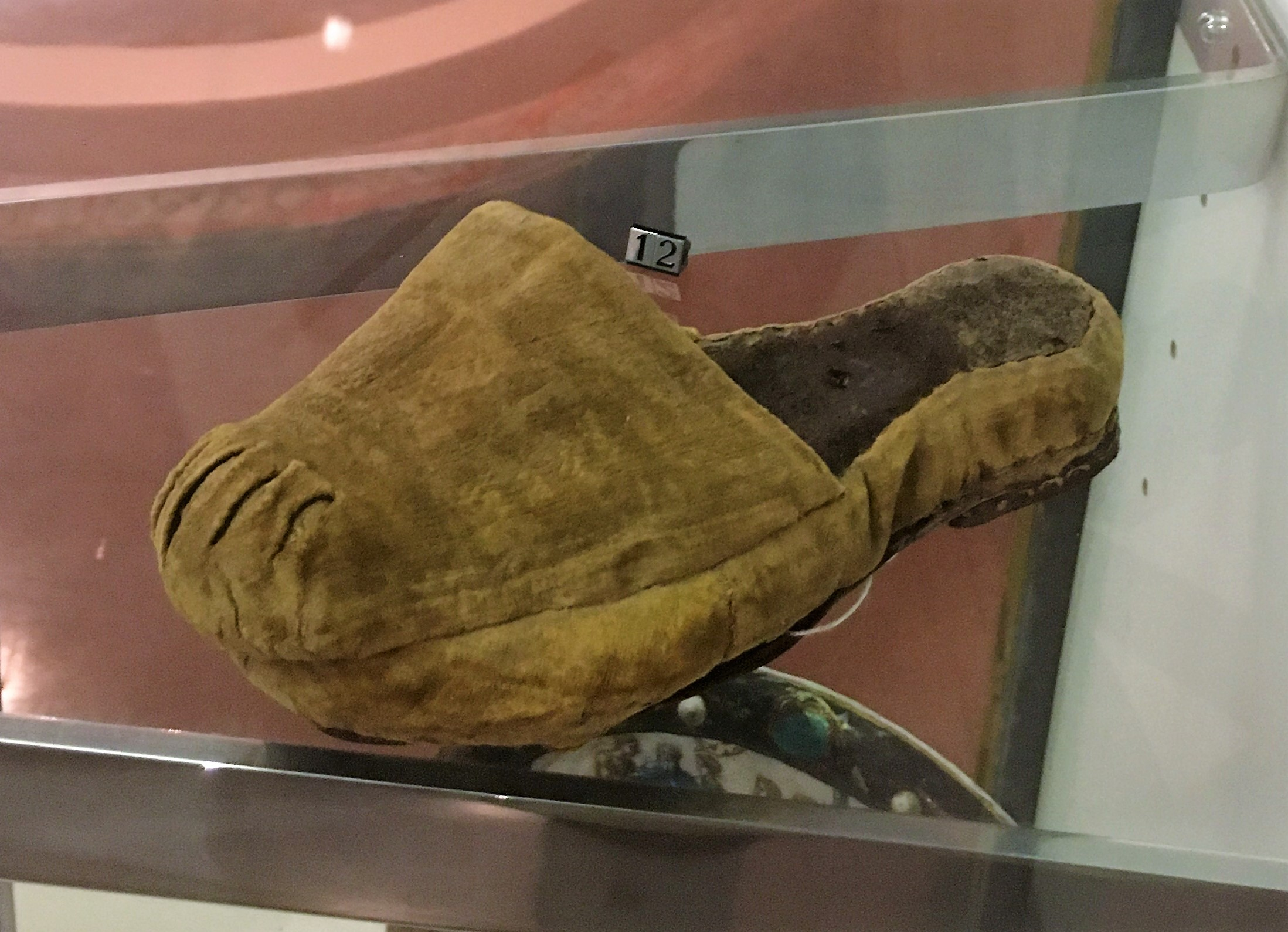
Pantofola femminile in velluto, rinvenuta nel castello durante i restauri del 1955, seconda metà del XV secolo, Musei Civici.

Il castello fu teatro della celebre battaglia che si combatté nel Parco nel 1525, mutilato nel lato nord dalle artiglierie francesi nel 1527 durante il sacco della città, il castello continuò a essere residenza di castellani e, negli stessi anni, il generale spagnolo Antonio de Leyva si stabilì nella parte orientale dell'edificio, dove fece testamento nel 1535. Tra il 1536 e il 1537 il castello fu abitato dalla giovane vedova di Francesco II Sforza, Cristina di Danimarca, che fece riparare alcuni ambienti dimora. Soggiornarono occasionalmente nel castello l'imperatore Carlo V nel 1541 e suo figlio Filippo II nel 1548 e nel 1551. Tuttavia, successivamente, il castello fu adibito a caserma e tale rimase fino agli anni '20 del Novecento. I lunghi secoli nei quali il castello ospitò i militari si rivelarono particolarmente dannosi per l'edificio, che subì molte manomissioni (gran parte dei portici e dei loggati furono tamponati), ma, soprattutto, scomparvero gran parte dei cicli pittorici che decoravano sia i portici sia le sale interne.
Tra il XVI ed il XVII secolo, all'interno del castello fu creata una fonderia per realizzare cannoni, uno di questi pezzi da fuoco è conservato a Lisbona e risale al 1572. Durante la rivolta di Pavia del 1796, la piccola guarnigione francese della città si rinchiuse all'interno del castello, che fu assediato e preso dai rivoltosi. In età napoleonica fu riaperta e ingrandita la fonderia e il castello divenne l'arsenale d'artiglieria del Regno Italico, funzione che mantenne fino al 1814, quando la fonderia venne definitivamente chiusa.
Il Castello di Pavia fu acquistato dal Comune, restaurato negli anni '20 e '30 del XX secolo e, a partire dal secondo dopoguerra, divenne sede dei Musei Civici e della civica Pinacoteca Malaspina.
All'interno del castello vengono organizzate diverse mostre e, durante l'estate, anche concerti all'interno della corte.

## Descrizione

### Le facciate e la corte interna

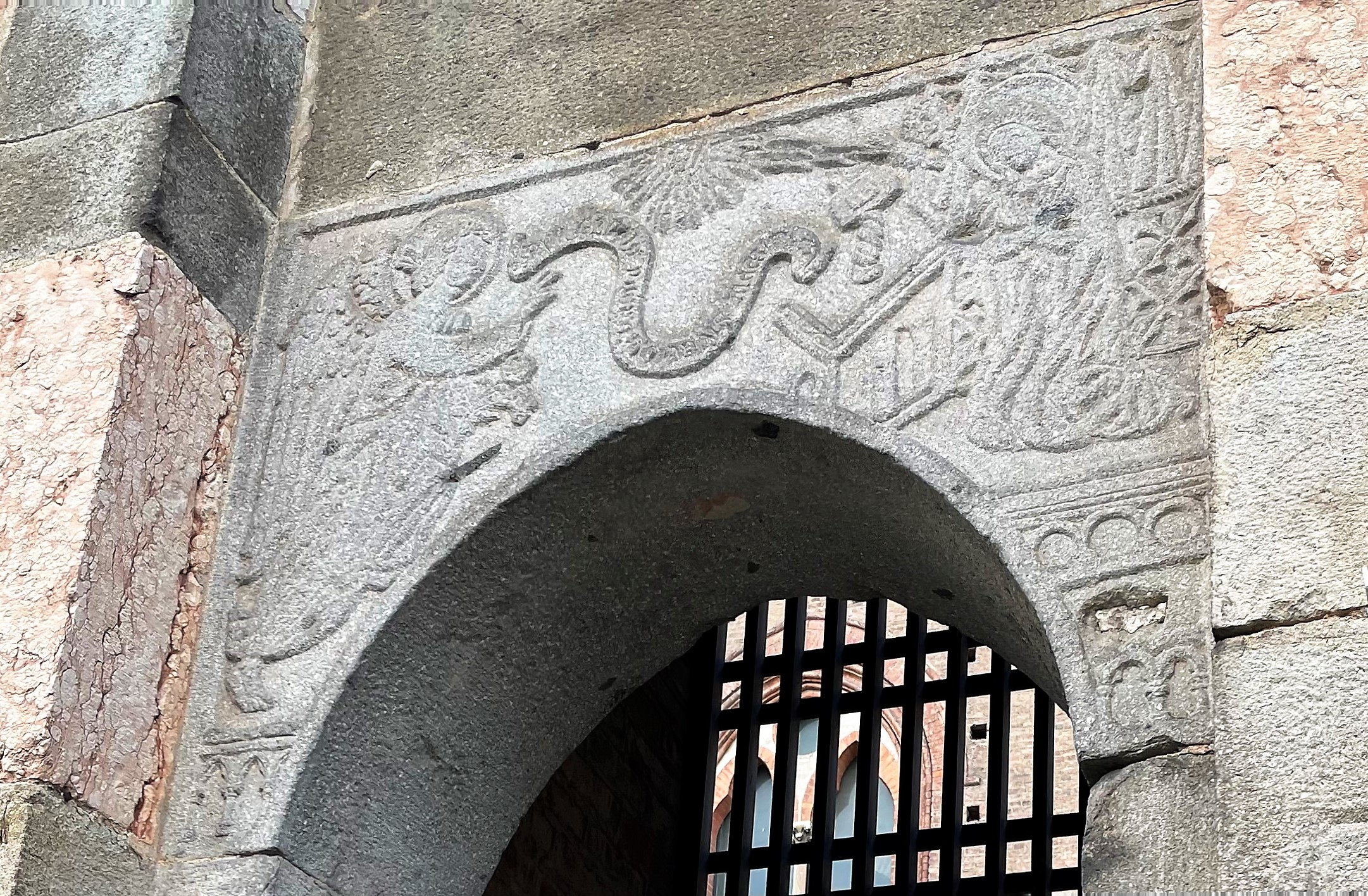
Scultore lombardo, Annunciazione, 1360-66, portalino del rivellino sud.

Come molti altri castelli viscontei, quello di Pavia ha un impianto quadrato (di 150 metri per lato) con torri d’angolo quadrate e suddivisione dei corpi di fabbrica in campate quadrate. Purtroppo, come dicevamo, la parte settentrionale del castello venne distrutta dalle artiglierie francesi durante l’assedio del 1527, e al suo posto ora si trova un tratto della cinta muraria bastionata fatta realizzare dagli spagnoli a metà Cinquecento. Il castello è difeso da un profondo fossato, un tempo allagato, e si conservano tre degli originari accessi, originariamente dotati di rivellini provvisti di ponti levatoi, in particolare, quello sud, rivolto verso la città, presenta nel portalino una lastra raffigurante l'Annunciazione, opera di un anonimo scultore lombardo del sesto decennio del Trecento.
Esternamente l'edificio è contraddistinto da grande uniformità, influenzata dall'architettura militare. Le tre facciate superstiti sono caratterizzate dal profondo basamento a scarpa, supra il quale si trova una compatta cortina muraria in mattoni, coronata da merli sorretti da beccatelli in granito. I prospetti sono ingentiliti, come in una dimora,  da eleganti bifore a sesto acuto decorate con ghiere a raggiera.
Internamente il castello è dotato di un grande portico con archi a sesto acuto, aperto sulla corte quadrata, sorretto da possenti colonne in pietra di Angera e di Ornavasso al piano terreno con capitelli "a gancio" opera di maestri campionesi.  Nel porticato sono ampiamente presenti le tracce della prima decorazione "a compassi" e "a cielo stellato" nelle volte, ordinata da Galeazzo II per il castello nel 1366 con la chiamata, tramite la corte dei Gonzaga, di tutti i pittori presenti a Mantova. La pittura geometrica doveva lasciare però campo, nelle pareti, anche a scene figurate. Probabilmente appartenevano a un ciclo narrativo dedicato alle imprese militari di Galeazzo II i resti di affreschi, raffiguranti la Veduta di Pavia (ala sud, terza campata) e Cavalieri (ala ovest, sesta e ottava campata) risalenti al settimo decennio del Trecento e recentemente attribuiti a Giusto de' Menabuoi.  Alcune porte aperte sul porticato conservano ancora l'iscrizione in caratteri gotici che individuava l'ingresso a camere in uso di uffici, tra le quali quella destinata alla ragioneria della duchessa Caterina.  I portici servivano anche al riparo di armi, come, nel 1476, la bombarda in bronzo detta Galeazesca Victoriosa, la bocca da fuoco più grande di tutto l'esercito ducale, che pesava otto tonnellate e sparava proiettili pesanti 400 Kg circa.
Al primo piano si apre un loggiato formato, sul lato meridionale, da grandi quadrifore con archi trilobi e rosoni traforati con disegni stellari o geometrici, mentre nel lato est le quadrifore furono fatte sostituire da Gian Galeazzo con monofore polilobate e in quello ovest, con bifore nella prima metà del XV secolo. Il loggiato permetteva la fruibilità degli ambiente anche durante la cattiva stagione.

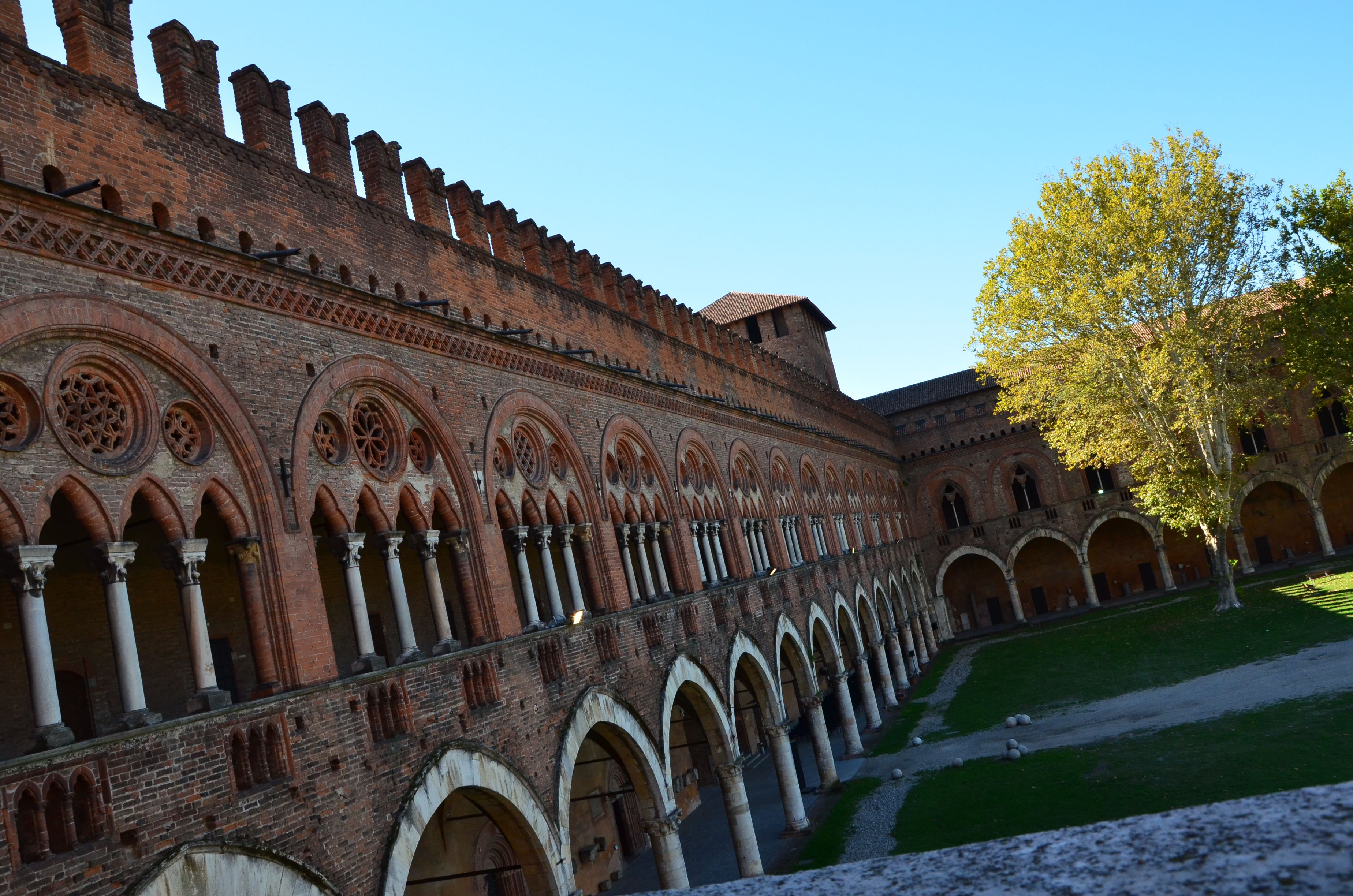
L'interno.
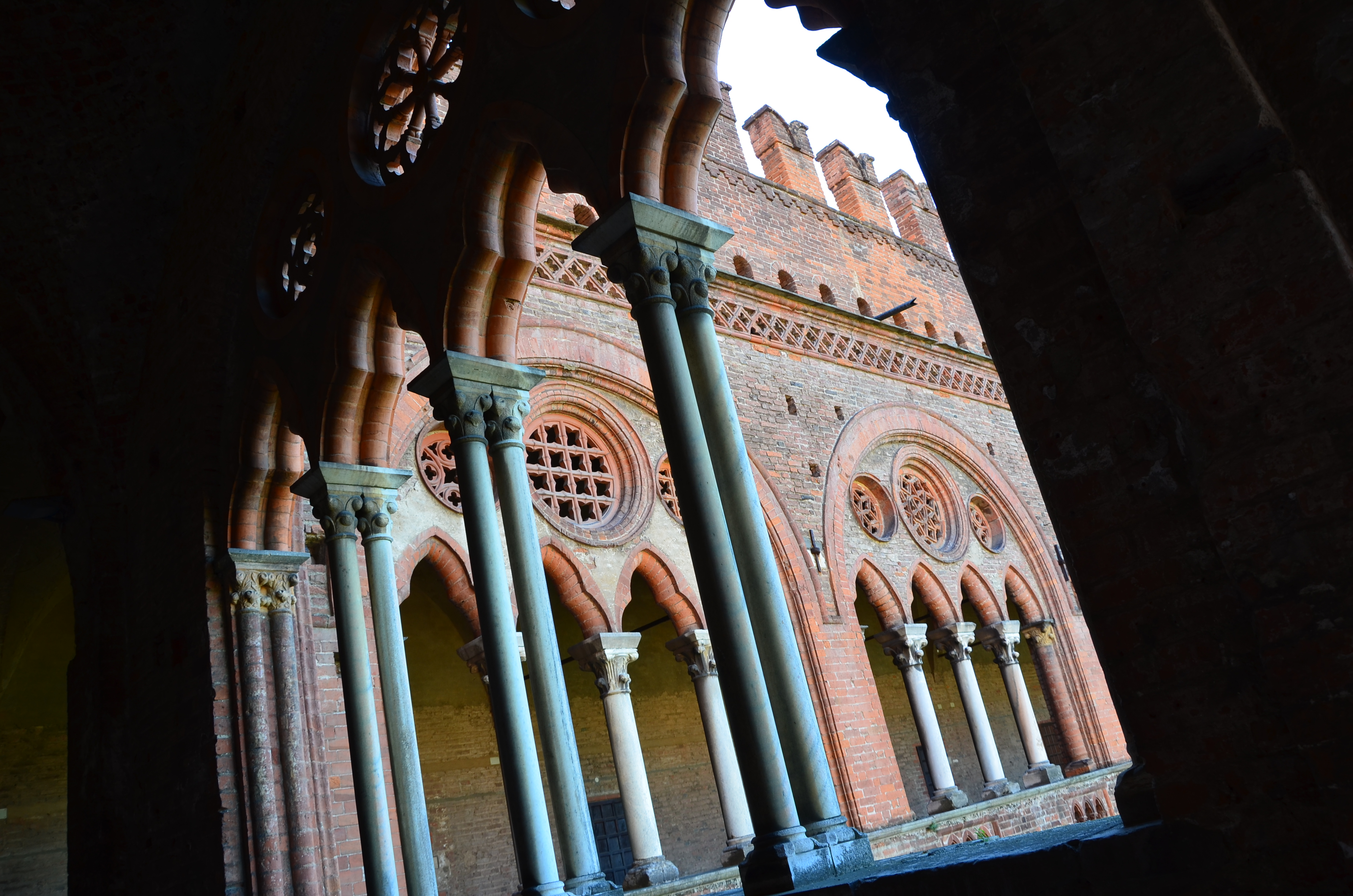
Le quadrifore.
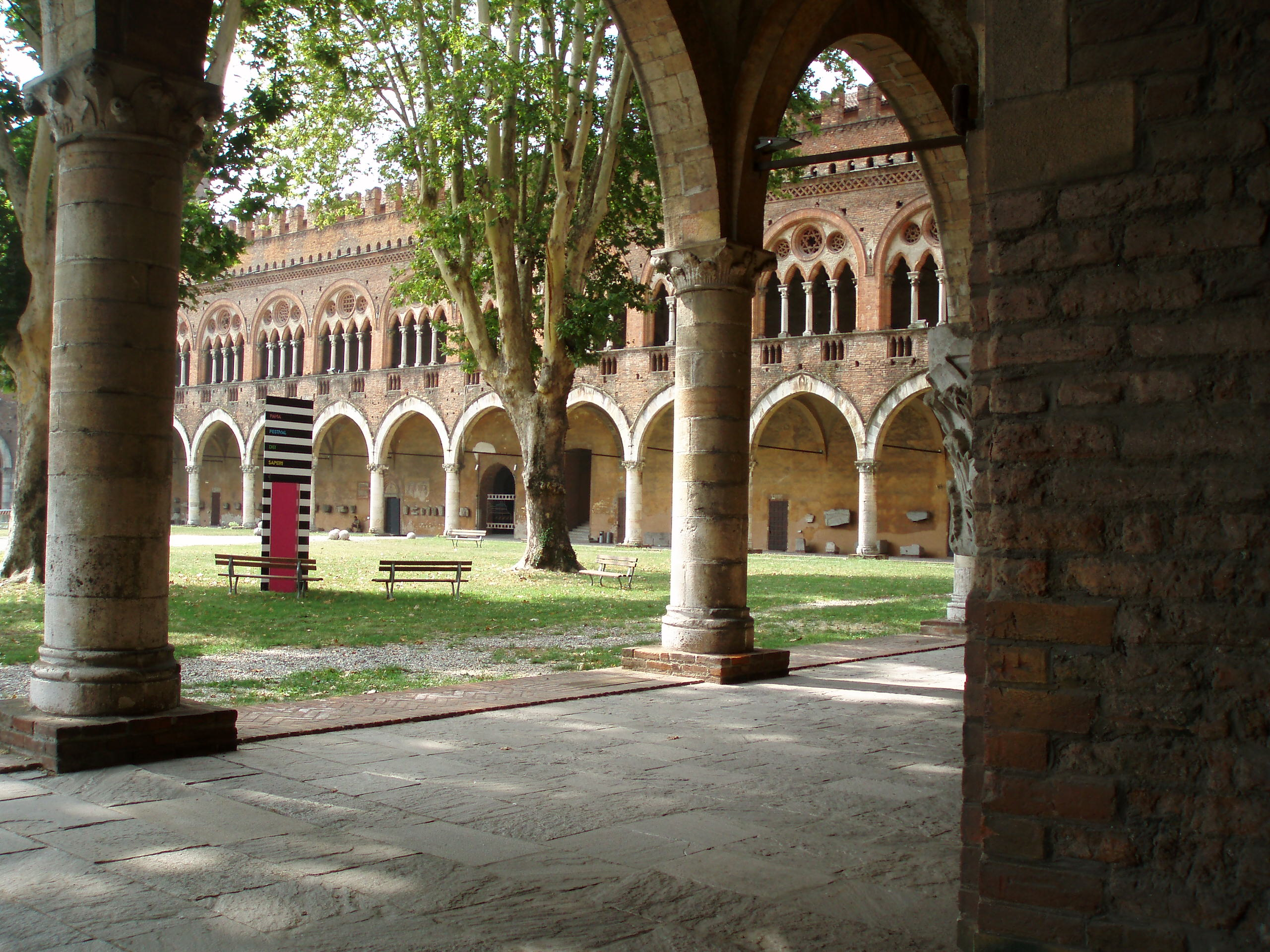
I portici.
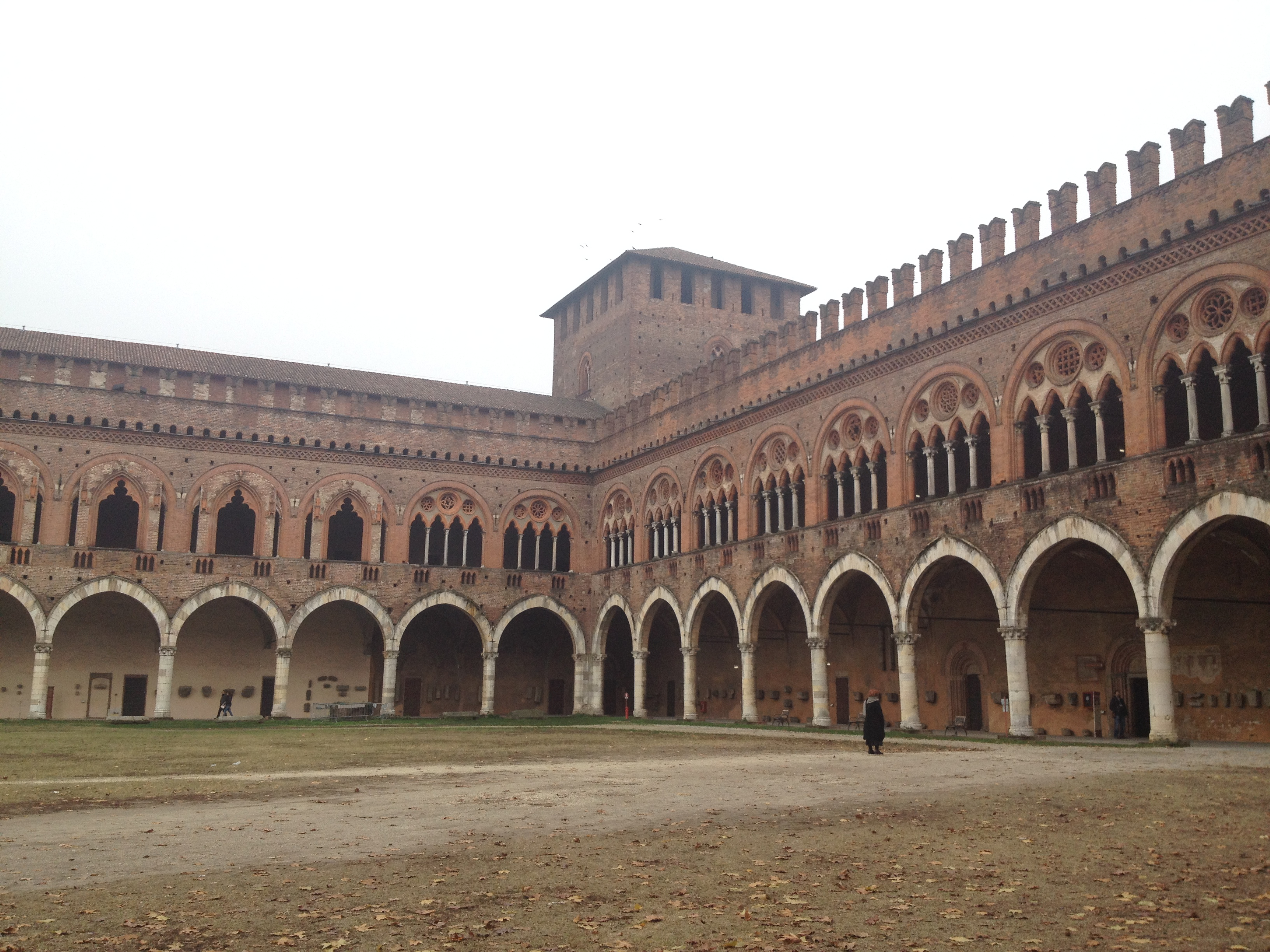
cortile.
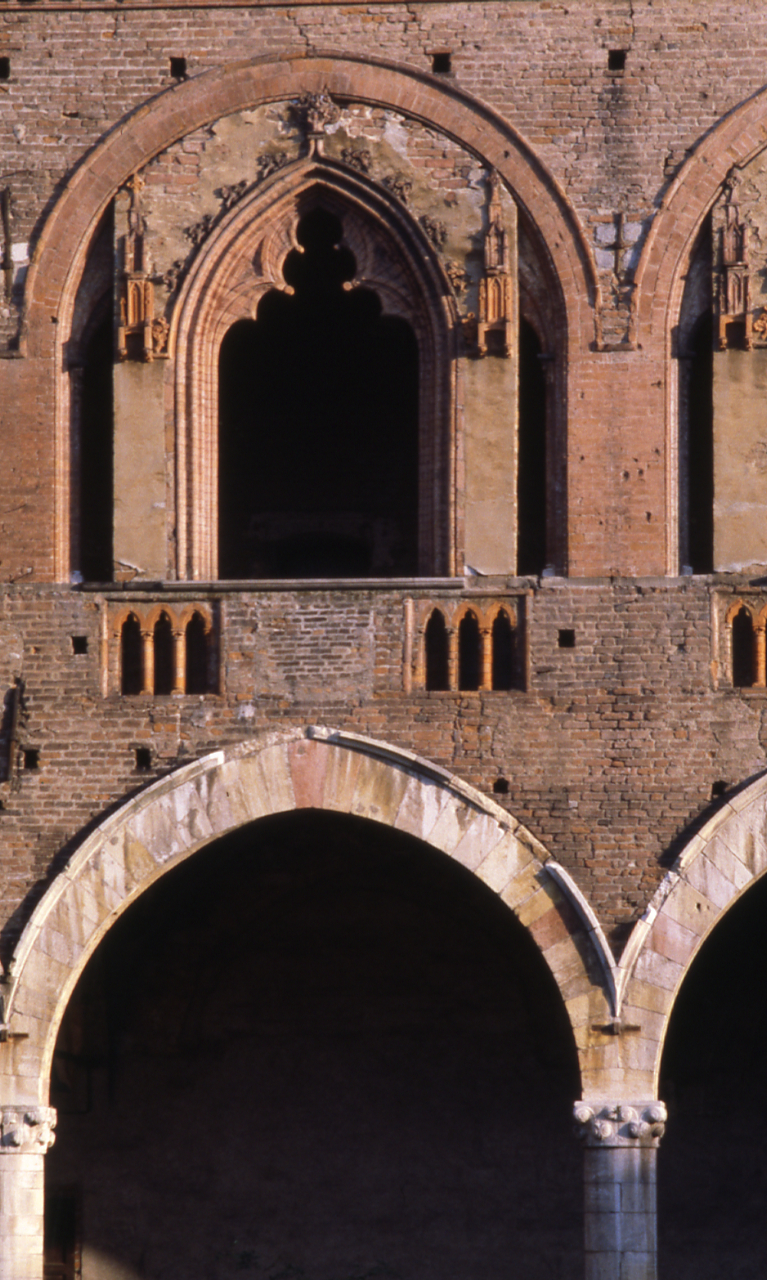
Una delle monofore.
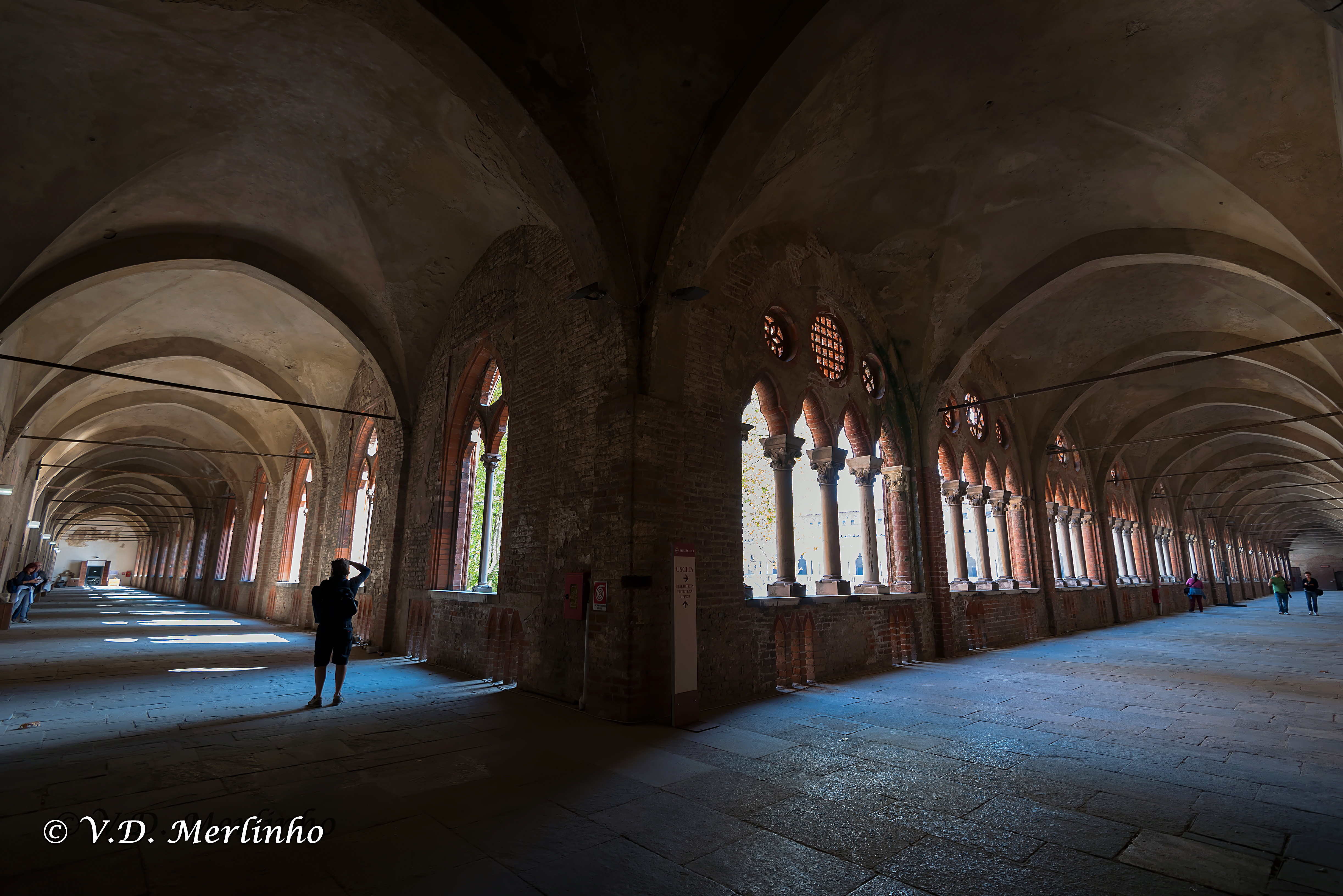
L'interno del loggiato.
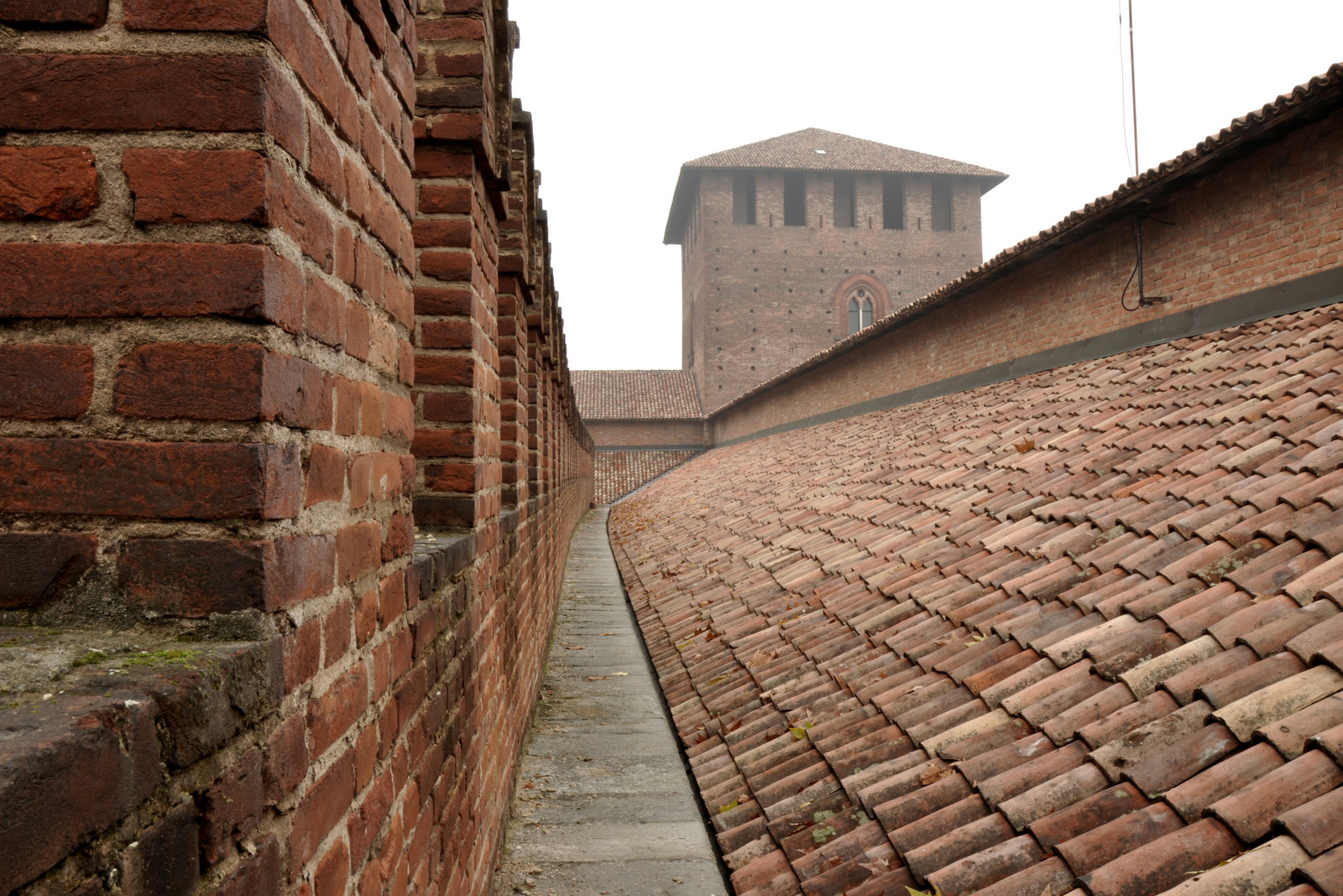
I camminamenti.
Il parco Visconteo, in basso, nella parte settentrionale della città, è indicato il castello.

### Le sale interne
Molte sale conservano tracce di decorazioni ad affresco "a compassi", spesso arricchite da stemmi e imprese visconteee, frutto delle campagne decorative promosse sia da Galeazzo II sia da Gian Galeazzo e, a partire dal 1469, dagli interventi sostenuti da Galeazzo Maria; ma non si tratta degli unici affreschi conservati nel castello.
Al pianterreno della torre di sud- ovest (Sala II del museo archeologico) si trova la "sala azzurra",  frutto degli interventi pittorici del 1469, particolarmente sontuosa per la preziosità delle tecniche e dei materiali impiegati. La decorazione è formata da riquadri con cornici rilevate a pastiglia e dorate, che suddividono le pareti, sempre in rilievo e ricoperti di lamine dorate sono i motivi araldici (gigli di Francia e emblemi sforzeschi) e le stelle, su sfondi alternativamente blu e verdi.
Al piano terra, subito a destra dell'ingresso meridionale, vi è la cappella, a pianta rettangolare e dotata di volte a crociera, sul portale della cappella si trova una sinopia raffigurante la Pietà, opera di Michelino da Besozzo, mentre internamente si trovano affreschi, come la Geometria o Il Cristo benedicente, del bolognese Andrea de' Bartoli.  Sempre nella cappella, i due Santi Stefano e Leonardo, dipinti entro i riquadri, uno di fronte all'altro, sui piedritti dell'arcata che divide in due campate l'ambiente, furono eseguiti in un momento successivo, comunque nell'ultimo quarto del Trecento, e sono opera di un maestro lombardo.
Sempre al piano terra si trova la "sala delle colombine" (sala XII del museo archeologico) dove su un fondo rossiccio e sopra una zoccolatura a fasce zigzaganti, si alternano l'impresa viscontea della colombina con motto "à bon droit", adottata da Gian Galeazzo e quella della montagna con le tre pigne e il motto "mit Zeit", anche questi affreschi, come quelli della "sala azzurra", risalgono agli interventi del 1469.
Al primo piano (il piano nobile, dove si trovavano gli appartamenti ducali, la biblioteca, nella torre all'angolo sud- ovest, e la cancelleria, torre di sud- est, di cui si conserva ancora l'iscrizione sulla porta)  nella prima sala della Pinacoteca Malaspina, si trova la "sala delle damigelle" dove, negli sguinci della finestra nella terza campata, si conservano due affreschi, raffiguranti dame a grandezza naturale davanti a una siepe di rose risalenti agli interventi pittorici promossi da Gian Galeazzo nel 1393 e recentemente attribuiti a Gentile da Fabriano, che proprio in quegli anni operò a Pavia. La stessa sala conserva anche resti della decorazione precedente (risalente ai tempi di Galeazzo II) " a compassi", e (nel sottarco della finestra) dell'impesa con la signa, in caratteri gotici "G Z" del signore. Del tutto diversa è la decorazione della prima e seconda campata della Pinacoteca Malaspina, che negli ultimi decenni del XVI secolo furono adibite ad abitazione del castellano Rodrigo de Toledo. Le due stanze, in origine separate da una tramezza conservano affreschi di stile manierista risalenti all'ottavo decennio del Cinquecento e raffigurano Le fatiche di Ercole e l'Allegoria dei quattro elementi della natura, mentre al centro di una delle volte campeggia lo stemma di Rodrigo de Toledo. Sempre al primo piano, nel muro di tamponamento realizzato dopo la distruzione del lato nord del castello nel 1527 che chiude il lato occidentale del loggiato sono dipinti gli stemmi di Filippo II di Spagna, con l'ordine del Toson d'Oro e di Fernando Consalvo di Cordova, governatore di Milano dal 1558 al 1560. La decorazione può essere stata eseguita in occasione del secondo soggiorno di Filippo II a Pavia nel 1551. 

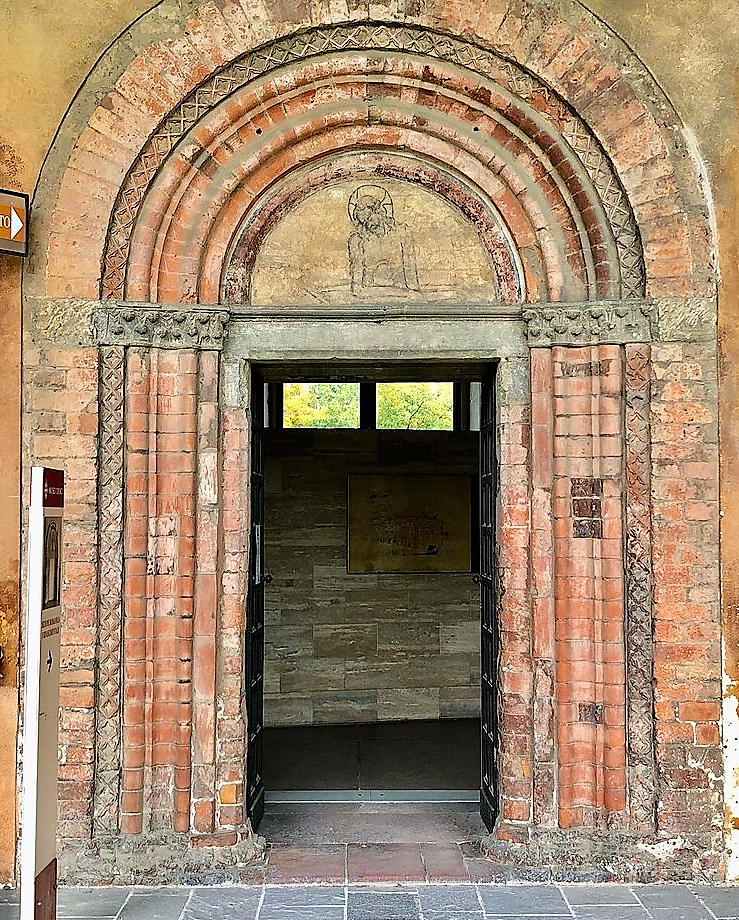
La porta della cappella con sinopia di Michelino da Besozzo.
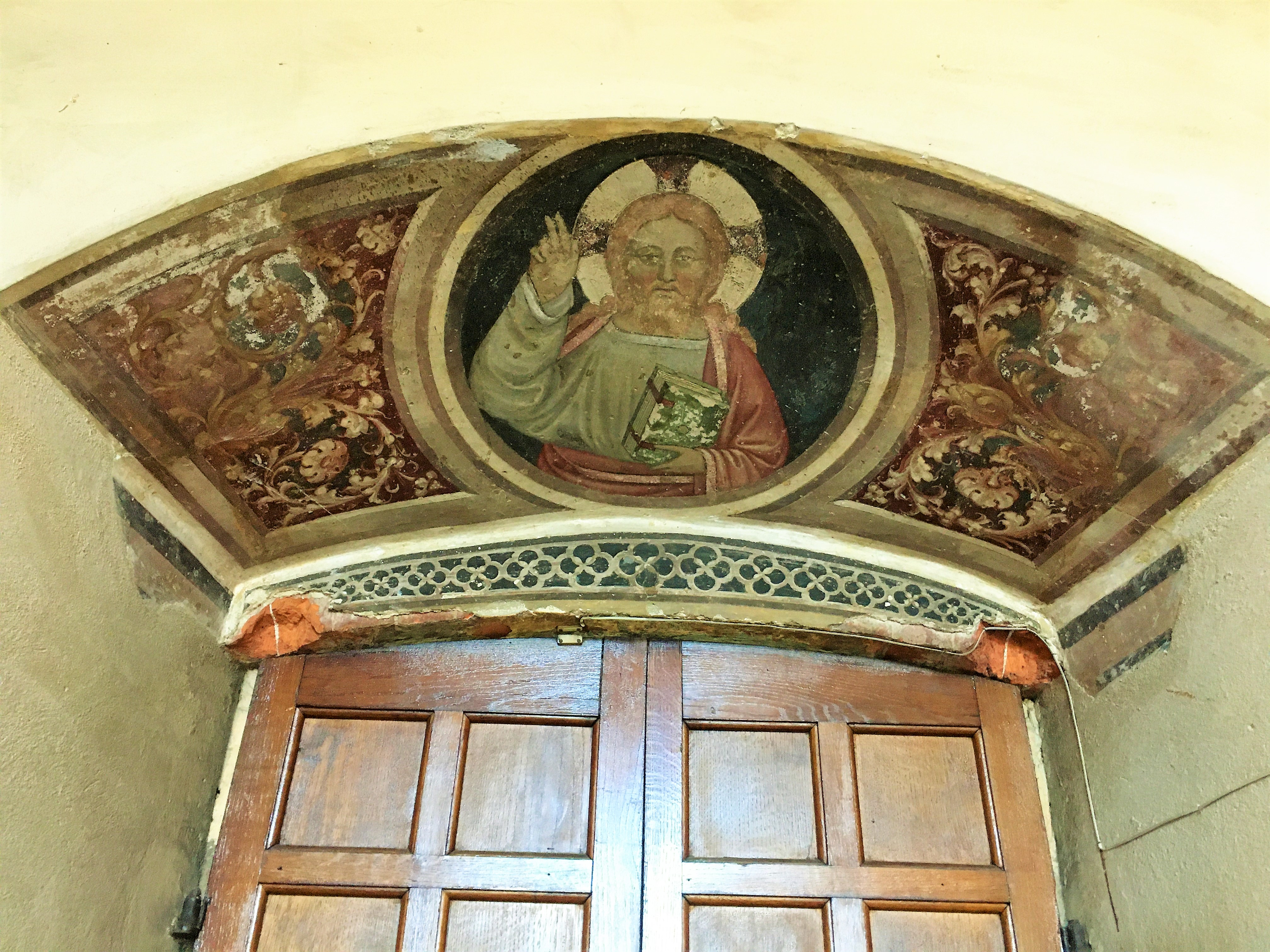
Andrea da Bologna, Cristo benedicente, cappella.
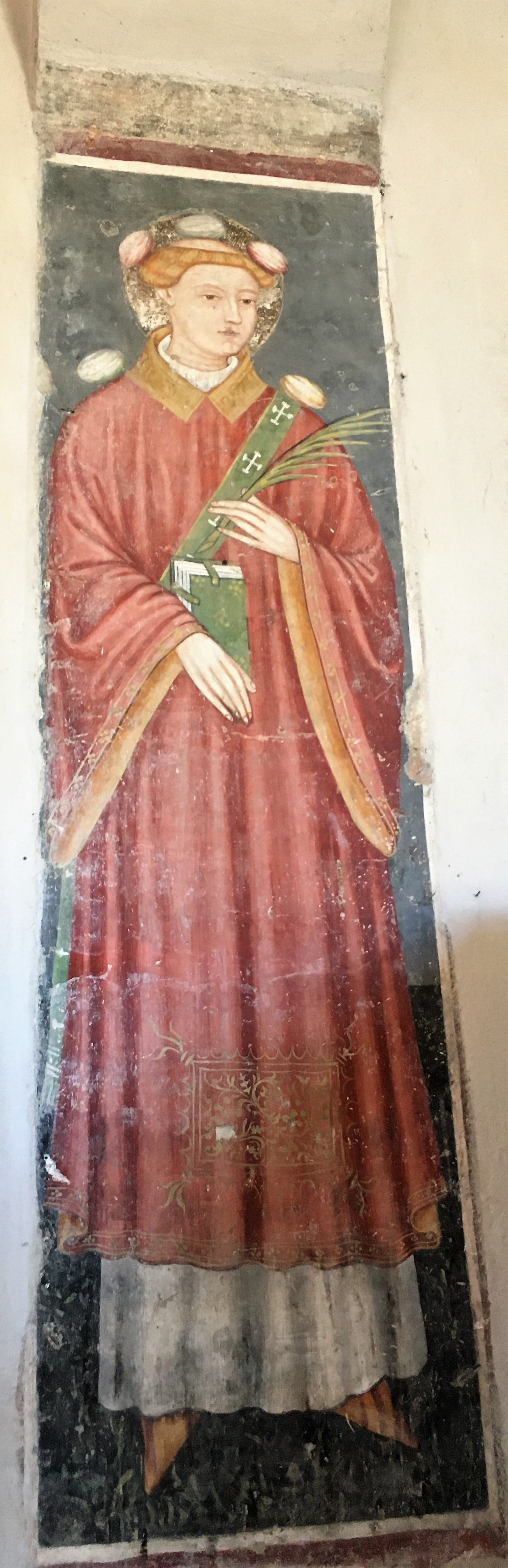
Santo Stefano, anonimo lombardo, seconda metà del XIV secolo, cappella
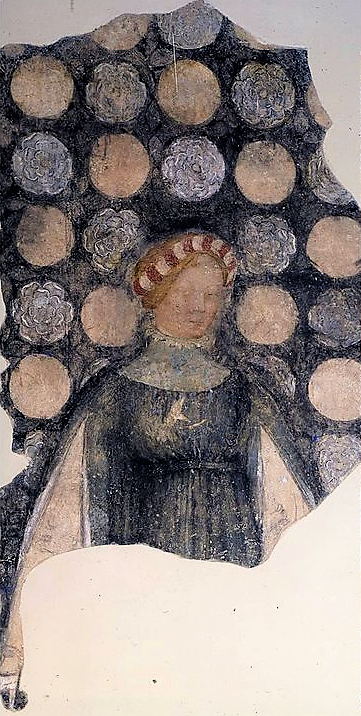
Gentile da Fabriano, Dama, 1393.
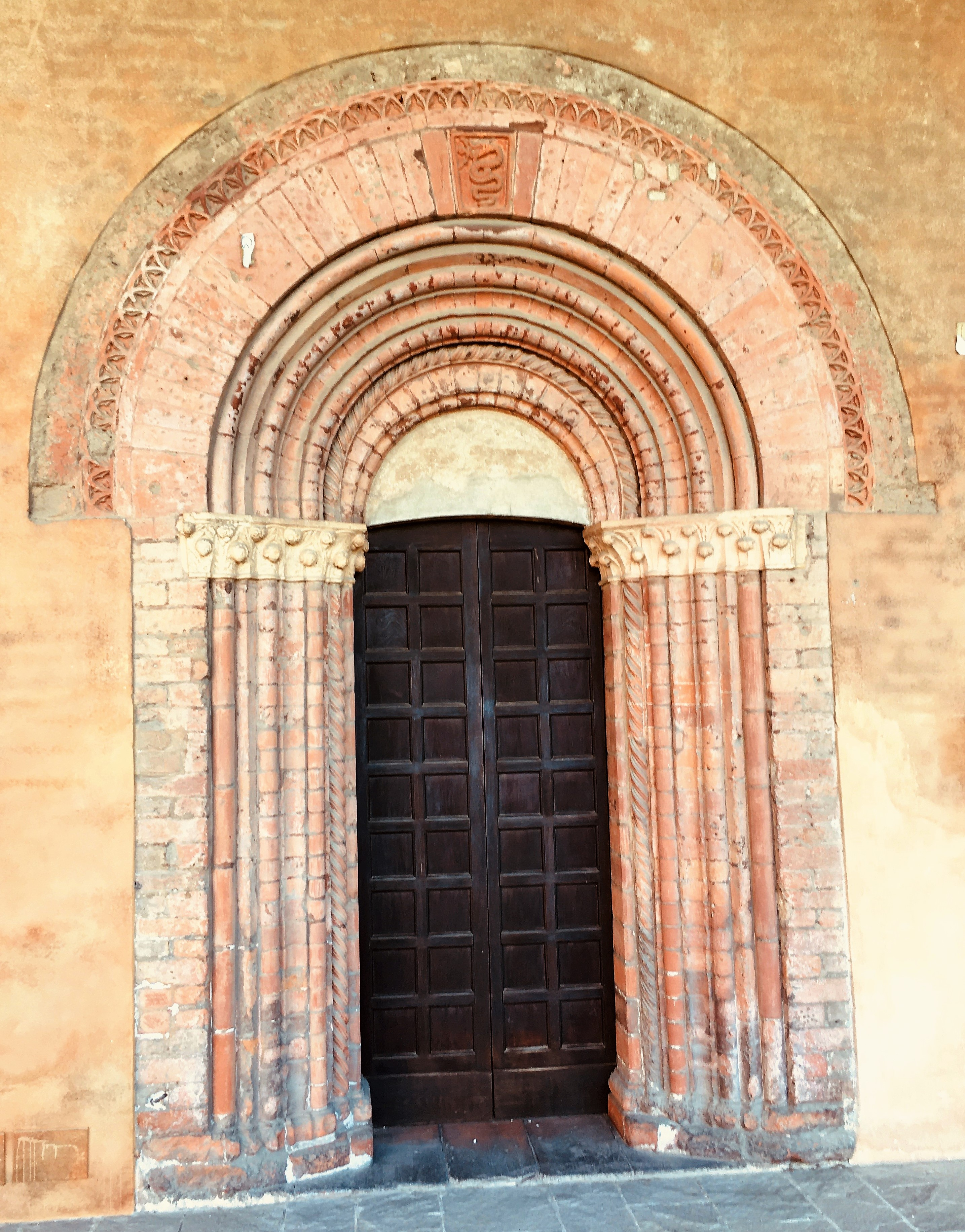
Seconda porta della cappella.
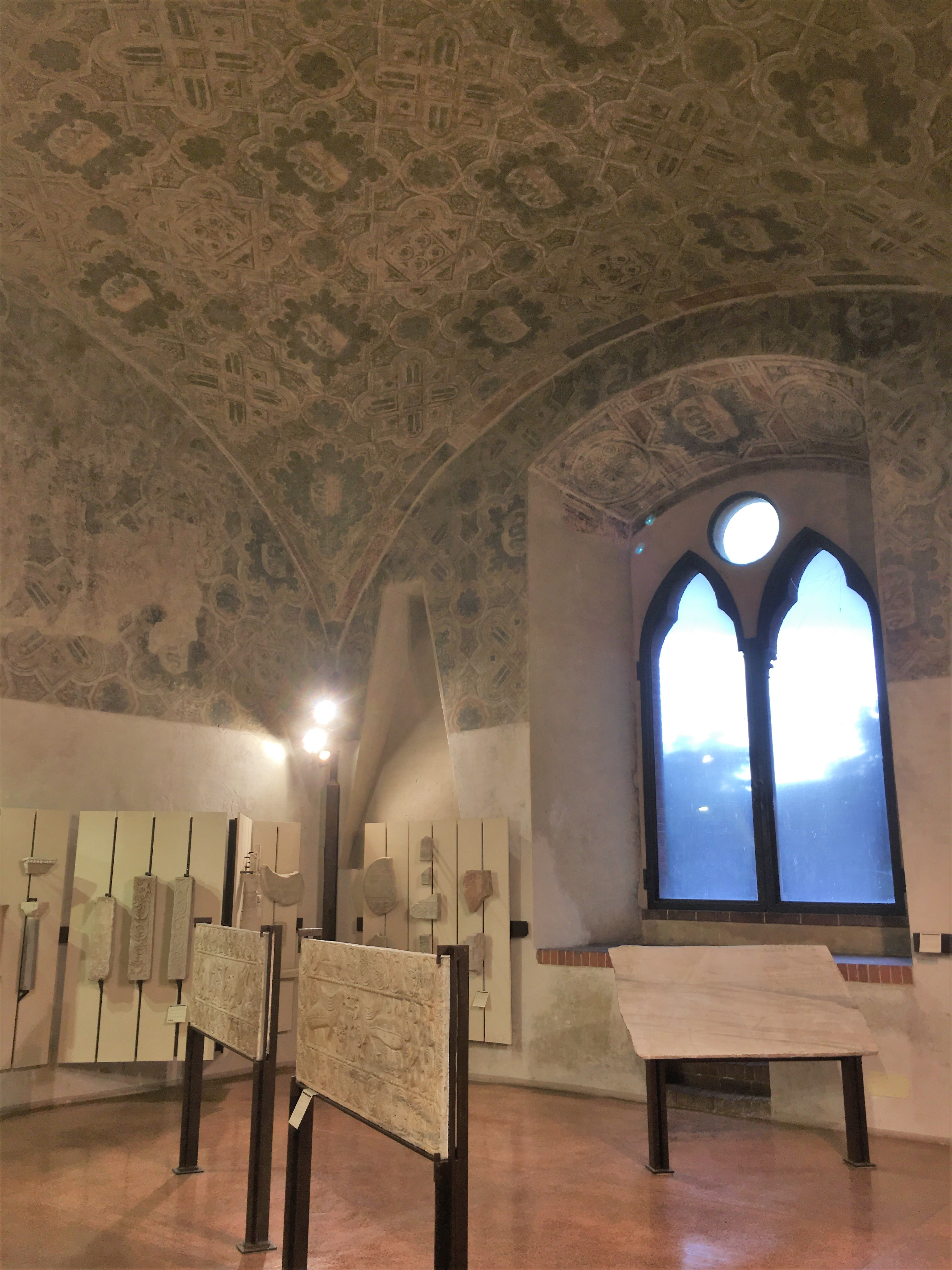
La sala "Longobarda"
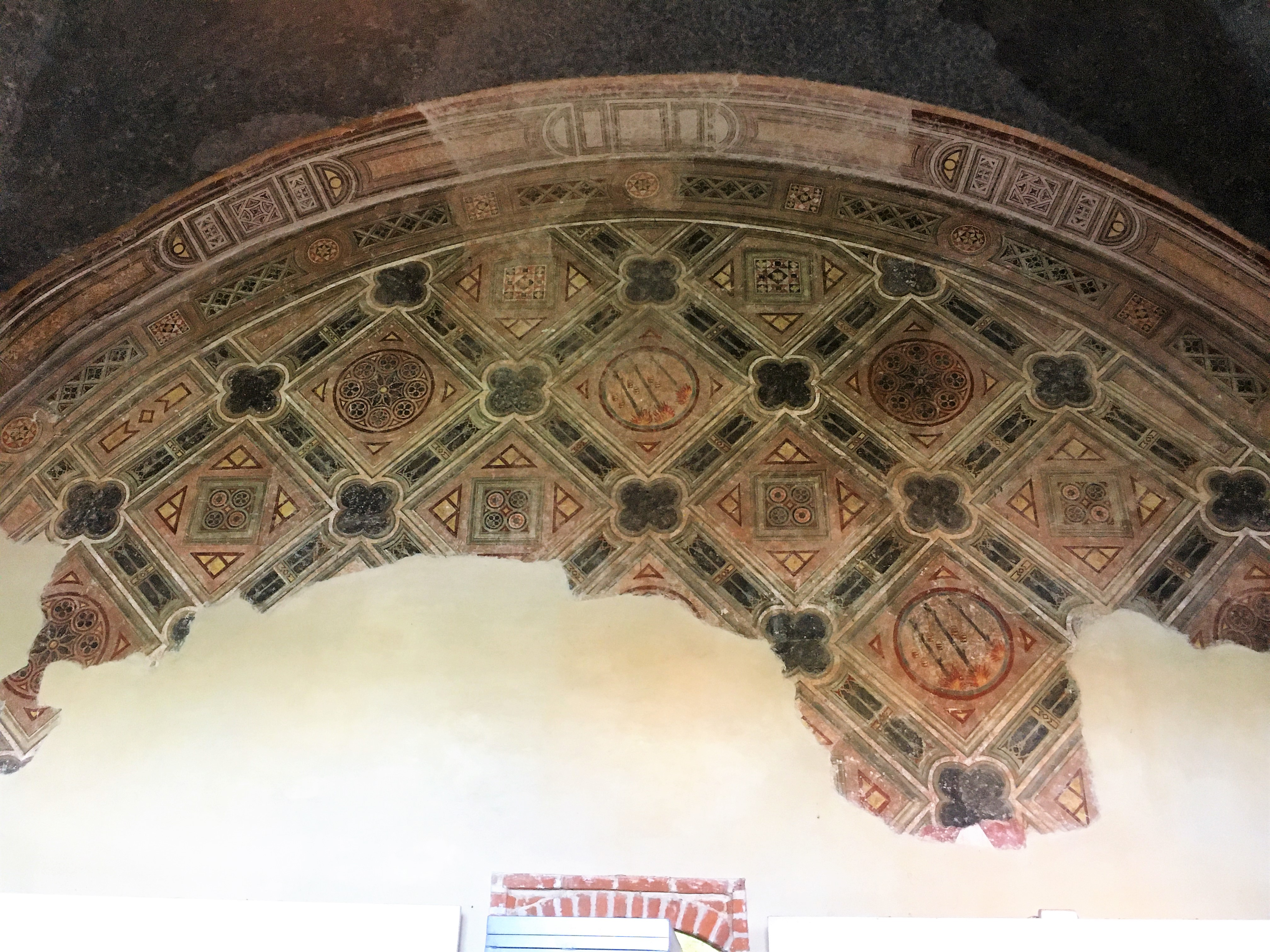
Gli affreschi con l'impresa di Galeazzo II in una delle sale.
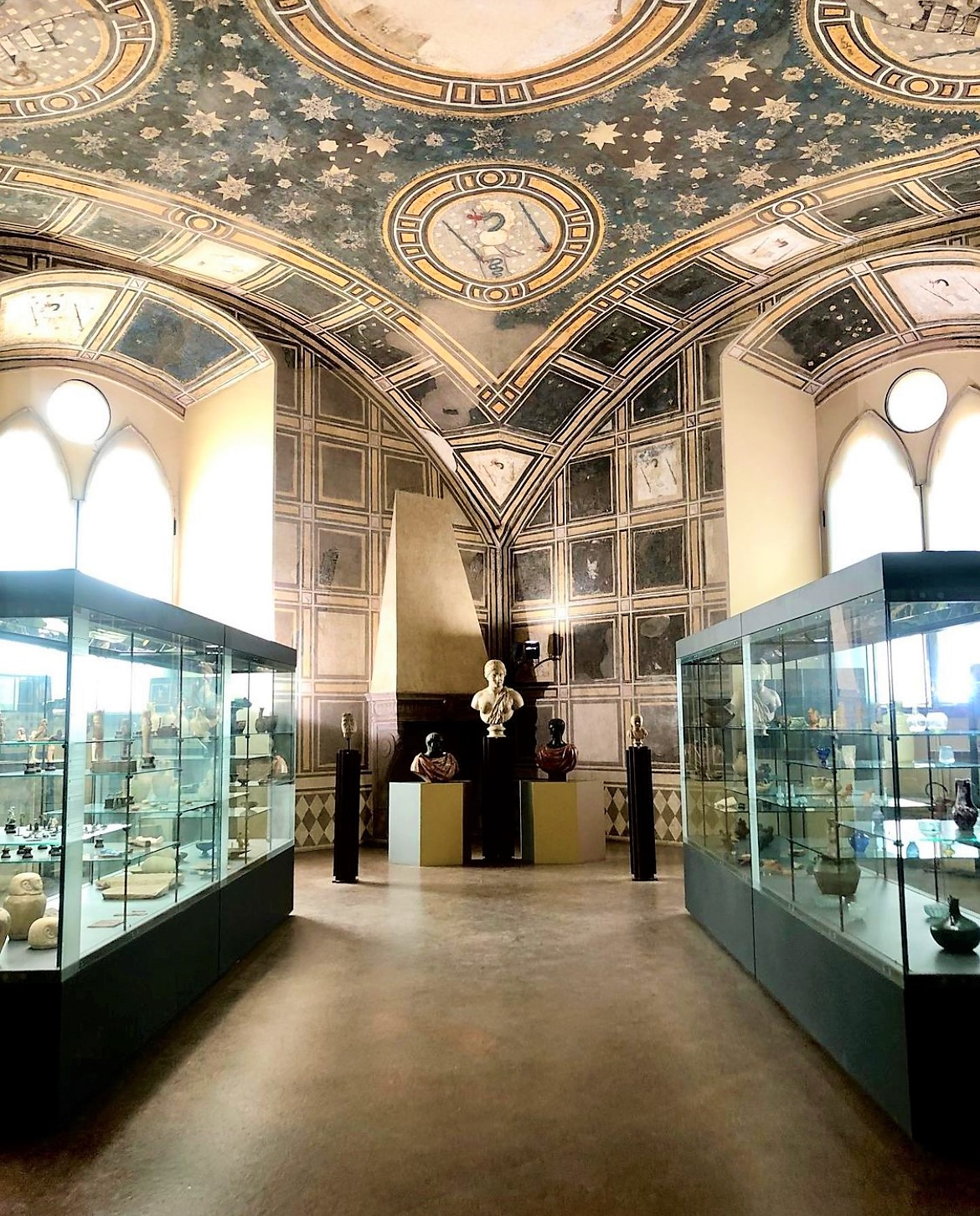
La sala azzurra.

## I musei civici
Dal secondo dopoguerra il castello ospita anche i Musei civici di Pavia. Questi spazi espositivi sono suddivisi in base al periodo storico legato ai reperti esposti. I musei ospitati nel castello sono il "museo archeologico e sala longobarda", il "museo romanico e rinascimentale", la Pinacoteca Malaspina,  il "museo del '600 del '700", la "quadreria dell''800", il "museo del Risorgimento" e il "museo di arte moderna e gipsoteca".

### Il museo del Risorgimento
In particolare, il Museo Pavese del Risorgimento è stato fondato nel 1885 grazie soprattutto alle donazioni di privati. Le esposizioni di questo museo comprendono oggetti di varia natura, documenti, libri e fotografie. La datazione dei cimeli parte dal Regno Lombardo-Veneto alla prima guerra mondiale con particolar attenzione ai reperti legati al territorio. È anche presente una sezione dedicata a Giuseppe Garibaldi.